# ULEB
ULEB (in francese Union des Ligues Européennes de Basket-ball, "Unione delle leghe europee di pallacanestro") è un'associazione di campionati nazionali che mira a sviluppare la pallacanestro maschile in Europa migliorando i rapporti tra i partecipanti. Ha sede a Barcellona.

## Storia
Il 25 giugno 1991, i rappresentanti dei campionati professionistici italiano, francese e spagnolo si riunirono a Roma per ratificare la nascita dell'ULEB.
Inizialmente, l'ULEB nacque per fare pressione sulla FIBA Europe. Successivamente, la forza delle leghe, aumentate da 3 a 16, si manifestò con la creazione, insieme ai club europei più importanti, di Euroleague Basketball che con successo ha organizzato la nuova Eurolega (dal 2000) e l'ULEB Cup (dal 2002). Competizioni in cui il distacco dalla FIBA maturò ulteriormente con l'adozione di regole simili a quelle dell'NBA, come l'abolizione del salto a due durante l'incontro. La ULEB ha gestito queste due competizioni fino al 2009 quando ne ha trasferito la proprietà alla Euroleague Commercial Assets (ECA), società di cui undici grandi club europei sono i principali proprietari. Attualmente la ULEB conta 11 leghe affiliate ed è azionista di minoranza sia di ECA che di Basketball Champions League SA.
La carica di presidente è stata mantenuta dal 1991 al 1998 dall'italiano Gian Luigi Porelli. Nel 1998 è stato eletto il secondo responsabile lo spagnolo Eduardo Portela, mentre Tomas Van Den Spiegel è stato scelto nel 2016 come suo successore.

## Leghe associate
Attualmente sono 11 i campionati e le leghe affiliati alla ULEB.
| Paese                                          | Campionato/Lega | Entrata nella ULEB |
| ---------------------------------------------- | --------------- | ------------------ |
| Spagna                                         | ACB             | 1991               |
| Italia                                         | Serie A         | 1991               |
| Francia                                        | Pro A           | 1991               |
| Grecia                                         | HEBA            | 1996               |
| Belgio                                         | BLB             | 1999               |
| Germania                                       | BBL             | 2001               |
| Polonia                                        | PLK             | 2001               |
| Paesi Bassi                                    | DBL             | 2001               |
| Lituania                                       | LKL             | 2003               |
| Israele                                        | BSL             | 2005               |
| Bielorussia Estonia Kazakistan Lettonia Russia | VTB             | 2014               |

## Leghe precedentemente associate
- Liga Portuguesa de Basquetebol (1996-2008)
- PBL (2011-2013)
- Lega adriatica (2002-2015)
- ABL (2002-2015)
- LNBA (1999-2016)
- NBL (2004-2016)
- BBL (1999-2017)

## Presidenti ULEB
L'ULEB ha avuto finora solamente tre Presidenti:
- Gianluigi Porelli (1991-1998)
- Eduardo Portela (1998-2016)
- Tomas Van Den Spiegel (2016- )